# Alexandre Joseph Paillet
Alexandre Joseph Paillet, né le 21 mars 1743 à Paris où il est mort le 16 janvier 1814, est un marchand d'art français.
Agent intermédiaire de la Couronne de France pour les collections du Louvre, il dirigea plus de 140 enchères et eut pour principal concurrent Jean-Baptiste-Pierre Lebrun.

## Biographie
Alexandre Joseph Paillet est le dernier des trois enfants de Pierre Paillet, maître tailleur, et de Marie-Anne Dugué-Desnoyers. En 1771, il devient membre de la l'Académie de Saint-Luc, réputé comme restaurateur de tableaux, mais ayant déjà un pied dans le commerce des œuvres d'art.
En 1768, il achète des tableaux lors d'une vente aux enchères et parvient à les revendre peu après. Apparemment autodidacte, il se spécialise dans les trois écoles de peintures alors réputées sur le marché (italienne, hollandaise et française). Durant six ans, il assiste à la plupart des ventes parisiennes et se forge une spécialité.
Le 9 mai 1773, il épouse Marie-Félicité-Thecle Soisson (1750-1802), dont il aura cinq enfants. On connaît un portrait de son épouse, attribué à Falconet. Le couple vit à cette époque rue Thibautodé, où sont organisées des ventes. Le 17 février 1774, c'est là qu'il tient le marteau pour la première fois. Le 10 avril 1775, les Paillet déménagent dans les communs de l'ancien hôtel Schomberg et d'Aligre, rue Saint-Honoré, locaux qu'ils partagent avec le marchand Charles-André Mercier (1741–1823) et son épouse.
Entre 1777 et 1787, il effectue plusieurs voyages à l'étranger, notamment en Angleterre et aux Pays-Bas, afin de renforcer ses connaissances en matière d'histoire de l'art.
Le 5 octobre 1778, après la faillite de son collègue Mercier, Paillet achète un nouveau local, attenant à l'hôtel Bullion, rue de la Platrière.

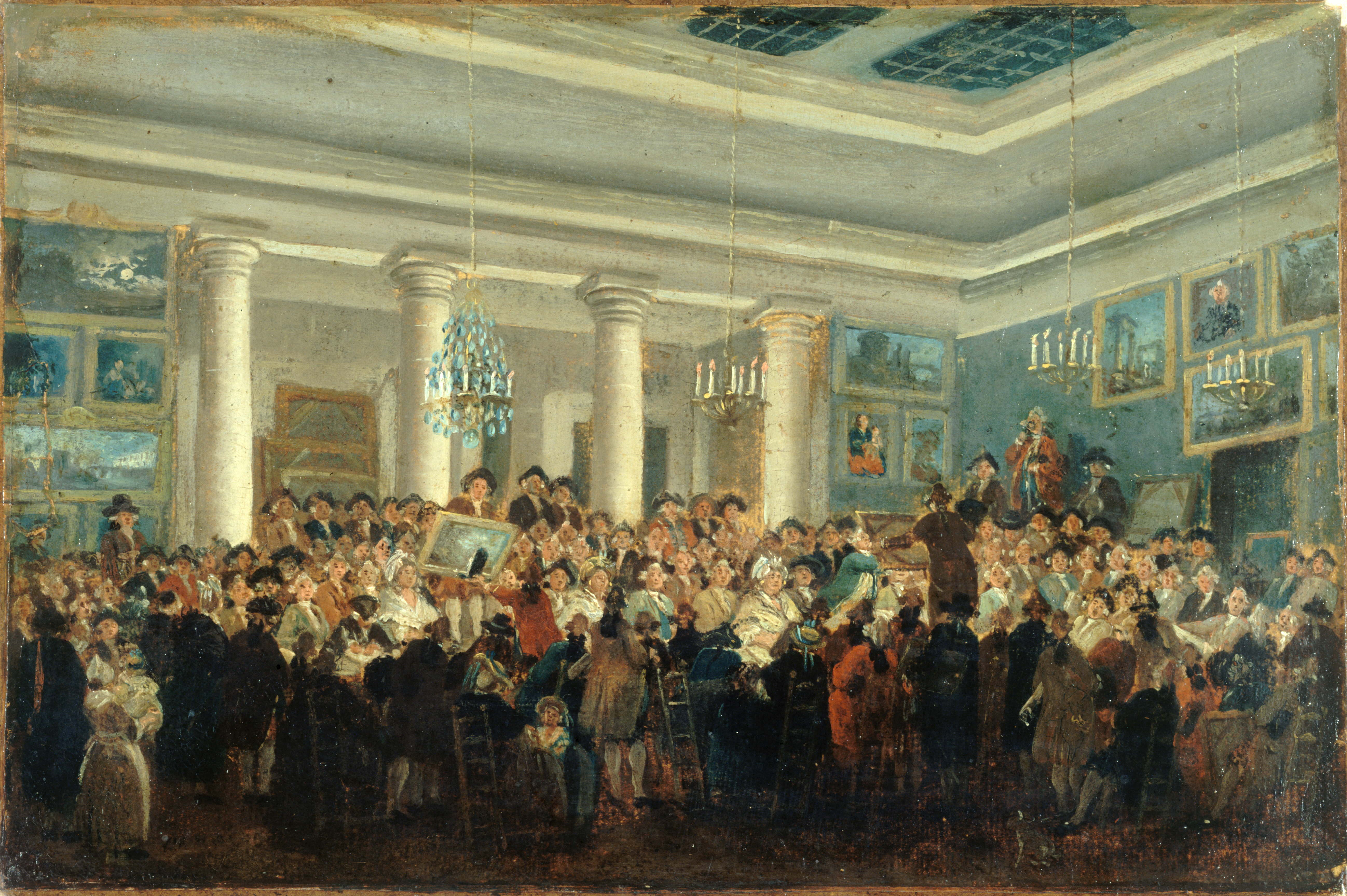
Pierre-Antoine Demachy : Vente publique de tableaux à l'hôtel Bullion (vers 1785), huile sur toile, musée Carnavalet.

C'est là qu'il organise la vente qui lui permet de lancer véritablement sa carrière, en 1779, celle de la collection de l'architecte Louis-François Trouard. Par ailleurs, il sert bientôt d'intermédiaire à Charles Claude Flahaut de La Billarderie, administrateur des arts et directeur général des Bâtiments du roi Louis XVI ; par le biais de Paillet, sont présentées au roi des œuvres censées alimenter les collections royales, dont de nombreux maîtres hollandais comme Rembrandt et Vermeer — L'Astronome, par exemple, ne fut pas acheté en 1785, mais entre dans les collections du Louvre... deux siècles plus tard.
La plupart des ventes dirigées par Paillet dans les années 1780 et jusqu'au tout début des années 1790 se tiennent en l'hôtel Bullion.
Le 30 juillet 1793, Paillet, en proie à des difficultés financières, doit revendre son local de l'hôtel Bullion, mais en conserve l'usage pour sa profession jusqu'en août 1794.
Le 10 août 1795, il conduit l'une de ses plus grandes ventes, celle des meubles et objets de l'hôtel de Besenval. Il s'agit des biens de Pierre-Victor de Besenval de Brünstatt, et parmi ceux-ci, se trouve La Gimblette, une toile de Jean-Honoré Fragonard (lot 77). Le produit de la vente est colossal, il frôle la barre des deux millions de livres tournois.
Les Paillet déménagent ensuite au Mont-de-piété, situé au 24-25 rue Vivienne. En mai 1801, associé à Grégoire-Hippolyte de la Roche (1761-1839) — le père du peintre Paul Delaroche — Paillet supervise la vente de la collection de François-Antoine Robit, qui comprend entre autres plus de 140 toiles de maîtres,. Le produit atteint la somme de 700 000 francs français. 80 toiles partent à Londres, par le biais du marchand Michael Bryan.
Après la mort de son épouse en 1802, Paillet travaille en société avec Louis-François-Jacques Boileau, commissaire-priseur installé rue du Bac — qu'il connaît depuis 1795 —, et dirige encore quelques ventes, dont une en mars 1804 et les dernières en septembre 1810 et mai 1811, puis sert de « garde-magasin » au Mont-de-piété, jusqu'à sa mort survenue le 16 janvier 1814.
Sa fille aînée, Marie-Clémentine-Joséphine-Louise Paillet, épouse le fils du peintre Alexis-Nicolas Pérignon, Alexis-Nicolas Pérignon, dit « Pérignon le jeune » (1783-1864) ; leur fils est le peintre Alexis Joseph Pérignon.
Son autre fille, Jeanne-Félicité-Julie Paillet, est la mère du violoniste Eugène Sauzay.
Son fils, Charles (1780-1848), travaille en société avec Grégoire-Hippolyte de la Roche : en novembre 1820, ils dirigent la vente des collections de Quentin Craufurd. Il est également associé au commissaire-priseur Benoît-Antoine Bonnefons de Lavialle (1781-1856).